# 西公園 (山形市)
西公園（にしこうえん）は山形県山形市にある総合公園。

## 概要
山形駅西口再開発事業に伴い移転した、東ソー山形工場跡地から出た産業廃棄物やマンガン鉱さいを処理する最終処分場とするため、市が1996年に市土地公社を介して、同市門伝の須川西岸の農地を約26億円で購入した。
2000年までに残土の埋立は終了。最終処分場は地権者と市の取り決め通り、西公園として整備を進めることになり、同年10月20日に事業主体となる環境事業団と市が契約を締結した。総事業費は国庫補助を含め約65億円で、地元の負担額は約43億円。市は20年をかけて事業団に約51億円（利子を含む）を返済する方式を執った。
公園整備にあたっては、当初地球温暖化対策の目的は入っていなかったが、1999年5月の環境事業団法の改正で、産廃処分場の跡地に公園を作る場合、敷地内の植林率が5割を超えれば、国から土地購入代金の三分の一が補助されることとなったため、地球温暖化対策を付け加えた経緯がある。
西公園は2005年4月3日に開園。園内には水力発電などの自然エネルギー体験施設を兼ねた「じゃぶじゃぶ池」、足湯・手湯を楽しめる「のびのびガーデン」、「いも煮広場」のほか、有料施設の「屋内多目的コート」、「テニスの森」などが整備されている。

## アクセス
- JR山形駅から約4km
- バス - 山形駅から柏倉・荻の窪行き約15分。西公園前バス停から徒歩約3分。
- 東北中央自動車道山形中央ICから約15分。

## 周辺
- 山形県立産業技術短期大学校
- 山形職業能力開発専門校
- 山形県工業技術センター
- 山形県高度技術研究開発センター
- 山形市西部工業団地